# Правительство Российской Федерации
Прави́тельство Росси́йской Федера́ции — высший федеральный исполнительный орган государственной власти Российской Федерации. Подотчётно Президенту Российской Федерации и подконтрольно Государственной думе.
Статус и порядок его деятельности определены главой 6 Конституции Российской Федерации и положениями Федерального конституционного закона «О Правительстве Российской Федерации». В круг полномочий Правительства входит разработка и обеспечение исполнения федерального бюджета и проведение социально ориентированной государственной политики в разных областях культуры российского общества. Хотя Правительство Российской Федерации не принимает законов, в круг его обязанностей входит издание федеральных подзаконных актов (постановлений) на основе федеральных законов, принимаемых Федеральным Собранием.
15 января 2020 года ушло в отставку второе правительство Медведева после послания президента РФ Федеральному собранию и исполняло обязанности до утверждения нового правительства.
21 января 2020 года было утверждено Первое правительство Мишустина.
7 мая 2024 года после инаугурации Президента РФ правительство в полном составе ушло в отставку.
10 мая 2024 года Государственная дума утвердила предложенную Президентом кандидатуру Мишустина на пост Председателя Правительства.
14 мая 2024 года было утверждено Второе правительство Мишустина.

## Полномочия
Правительство Российской Федерации осуществляет свою деятельность на основе Конституции Российской Федерации, федеральных конституционных законов, федеральных законов и указов Президента Российской Федерации.
На основании статьи 114 Конституции Российской Федерации правительство осуществляет следующие полномочия:
- разрабатывает и представляет Государственной думе федеральный бюджет и обеспечивает его исполнение; представляет Государственной думе отчёт об исполнении федерального бюджета; представляет Государственной думе ежегодные отчёты о результатах своей деятельности, в том числе по вопросам, поставленным Государственной думой;
- обеспечивает проведение в государстве единой финансовой, кредитной и денежной политики;
- обеспечивает проведение в Российской Федерации единой социально ориентированной государственной политики в области культуры, науки, образования, здравоохранения, социального обеспечения, поддержки, укрепления и защиты семьи, сохранения традиционных семейных ценностей, а также в области охраны окружающей среды;
- обеспечивает государственную поддержку научно-технологического развития Российской Федерации, сохранение и развитие её научного потенциала;
- обеспечивает функционирование системы социальной защиты инвалидов, основанной на полном и равном осуществлении ими прав и свобод человека и гражданина, их социальную интеграцию без какой-либо дискриминации, создание доступной среды для инвалидов и улучшение качества их жизни;
- осуществляет управление федеральной собственностью и федеральным имуществом;
- осуществляет меры по обеспечению обороны страны, государственной безопасности, реализации внешней политики государства;
- осуществляет меры по обеспечению законности, прав и свобод человека и гражданина, охране собственности и общественного порядка, борьбе с преступностью;
- осуществляет меры по поддержке институтов гражданского общества, в том числе некоммерческих организаций, обеспечивает их участие в выработке и проведении государственной политики;
- осуществляет меры по поддержке добровольческой (волонтёрской) деятельности;
- содействует развитию предпринимательства и частной инициативы;
- обеспечивает реализацию принципов социального партнёрства в сфере регулирования трудовых и иных непосредственно связанных с ними отношений;
- осуществляет меры, направленные на создание благоприятных условий жизнедеятельности населения, снижение негативного воздействия хозяйственной и иной деятельности на окружающую среду, сохранение уникального природного и биологического многообразия страны, формирование в обществе ответственного отношения к животным;
- создаёт условия для развития системы экологического образования граждан, воспитания экологической культуры;
- осуществляет иные полномочия, возложенные на него Конституцией Российской Федерации, федеральными законами и указами Президента Российской Федерации.

На основании и во исполнение Конституции Российской Федерации правительство издаёт постановления и распоряжения, обеспечивает их исполнение. Подзаконные постановления и распоряжения правительства обязательны к исполнению в Российской Федерации. Постановления и распоряжения Правительства в случае их противоречия Конституции Российской Федерации или федеральным законам могут быть отменены Президентом Российской Федерации.
Личный приём граждан членами Правительства осуществляют в порядке ст. 126 Постановления правительства РФ от 01.06.2004 № 260 «О Регламенте Правительства Российской Федерации и Положении об Аппарате Правительства Российской Федерации» и ст. 13 Федерального Закона № ФЗ-59 «О порядке рассмотрения обращений граждан РФ».

## Состав Правительства и федеральных органов
Правительство Российской Федерации состоит из Председателя Правительства Российской Федерации, Заместителей Председателя Правительства Российской Федерации и федеральных министров.
Председатель Правительства Российской Федерации назначается Президентом с согласия Государственной Думы. В случае трёхкратного отклонения Государственной думой представленной кандидатуры Президент Российской Федерации вправе распустить Думу и самостоятельно назначить Председателя Правительства.
Структура федеральных органов исполнительной власти, а также состав Правительства утверждается указом Президента на основании предложения Председателя Правительства Российской Федерации, направляемого в течение недельного срока после его назначения на должность в соответствии со статьей 112 Конституции Российской Федерации.
Президент в любой момент может принять решение об отставке Правительства. После каждых выборов Президента Российской Федерации Правительство слагает свои полномочия.
В результате административной реформы 2003—2005 годов уточнён статус и распределение функций между федеральными министерствами, федеральными службами и федеральными агентствами. Так, федеральные министерства отвечают за разработку и реализацию государственной политики в своих областях и могут издавать нормативно-правовые акты. Федеральные службы осуществляют контроль и надзор. В ведение федеральных агентств входит управление имуществом и предоставление услуг. Например, Росархив отвечает за сохранение и доступ к архивным документам.
В 2020 году к Конституции Российской Федерации были приняты поправки, касающиеся также принципов формирования и области деятельности Правительства Российской Федерации.

## Члены Правительства
Наименования должностей членов Правительства приводятся так, как они официально именуются.
| Второе правительство Мишустина | Второе правительство Мишустина | Второе правительство Мишустина | Второе правительство Мишустина | Второе правительство Мишустина | Второе правительство Мишустина |
| --- | ------------------------------ | ------------------------------ | ------------------------------ | ------------------------------ | ------------------------------ |
| Статус членов Правительства: Кандидатура, утверждённая Государственной думой Кандидатура, не требующая утверждения Думой Кандидатура отклонена Думой либо отозвана Кандидатура ожидает утверждения Отправлен в отставку Умер в должности                |                                |                                |                                |                                |                                |
| Должность | Портрет                        | Имя и фамилия                  | Партия                         | Партия                         | Срок пребывания в должности    |

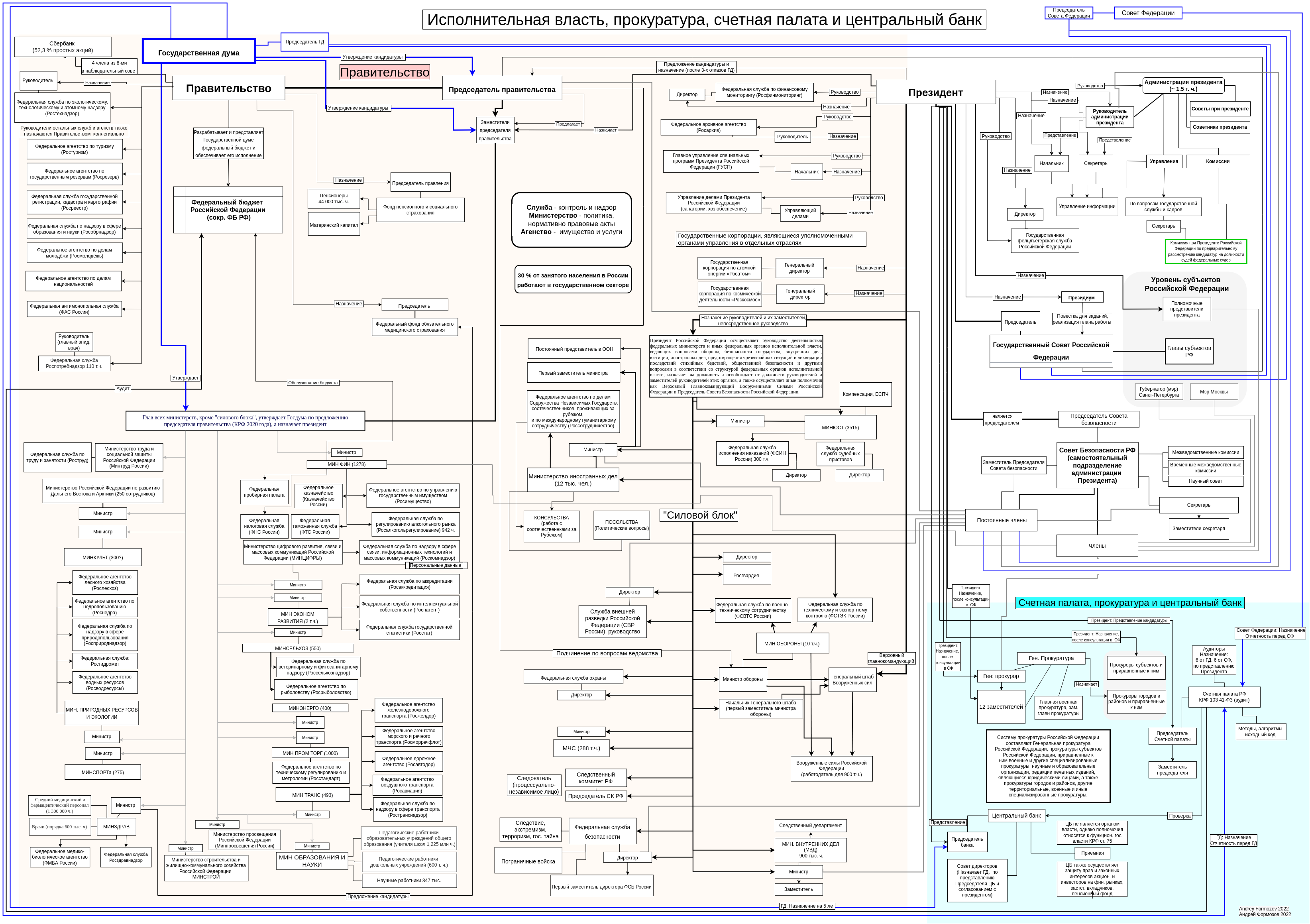
Правительство Российской Федерации в структуре исполнительной власти.

| Председатель Правительства Российской Федерации |                                | Михаил Мишустин                |                                | Беспартийный                   | с 16 января 2020               |
| Заместители председателя правительства |                                |                                |                                |                                |                                |
| Первый заместитель председателя Правительства Российской Федерации по вопросам промышленности, торговли и ракетно-космической отрасли. Куратор в Уральском федеральном округе                                                                           |                                | Денис Мантуров                 |                                | Беспартийный                   | с 14 мая 2024                  |
| Заместитель председателя Правительства Российской Федерации по вопросам культуры, здравоохранения, социальной защиты и национальной политики. Куратор в Северо-Западном федеральном округе                                                              |                                | Татьяна Голикова               |                                | Единая Россия                  | с 18 мая 2018                  |
| Заместитель председателя Правительства Российской Федерации — руководитель аппарата правительства Российской Федерации. Курирует финансовую политику, цифровое развитие и связь. Куратор в Центральном федеральном округе                               |                                | Дмитрий Григоренко             |                                | Беспартийный                   | с 21 января 2020               |
| Заместитель председателя Правительства Российской Федерации по вопросам экономического развития и топливно-энергетического комплекса. Куратор в Северо-Кавказском федеральном округе                                                                    |                                | Александр Новак                |                                | Беспартийный                   | с 10 ноября 2020               |
| Заместитель председателя Правительства Российской Федерации по вопросам сотрудничества со странами СНГ, БРИКС, G20 и международных мероприятий |                                | Алексей Оверчук                |                                | Беспартийный                   | с 21 января 2020               |
| Заместитель председателя Правительства Российской Федерации по вопросам агропромышленного комплекса, природных ресурсов и экологии. Куратор в Сибирском федеральном округе                                                                              |                                | Дмитрий Патрушев               |                                | Беспартийный                   | с 14 мая 2024                  |
| Заместитель председателя Правительства Российской Федерации по вопросам транспорта и логистики |                                | Виталий Савельев               |                                | Единая Россия                  | с 14 мая 2024                  |
| Заместитель председателя Правительства Российской Федерации — полномочный представитель Президента Российской Федерации в Дальневосточном федеральном округе Курирует развитие Дальнего Востока и Арктики. Куратор в Дальневосточном федеральном округе |                                | Юрий Трутнев                   |                                | Единая Россия                  | с 31 января 2013               |
| Заместитель председателя Правительства Российской Федерации по вопросам строительства, ЖКХ и регионального развития. Куратор в Южном федеральном округе, Донецкой и Луганской народных республиках, Запорожской и Херсонской областях                   |                                | Марат Хуснуллин                |                                | Беспартийный                   | с 21 января 2020               |
| Заместитель председателя Правительства Российской Федерации по вопросам образования, науки, молодёжной политики, СМИ, туризма и спорта. Куратор в Приволжском федеральном округе                                                                        |                                | Дмитрий Чернышенко             |                                | Беспартийный                   | с 21 января 2020               |
| Министры |                                |                                |                                |                                |                                |
| Министр промышленности и торговли |                                | Антон Алиханов                 |                                | Единая Россия                  | с 14 мая 2024                  |
| Министр обороны |                                | Андрей Белоусов                |                                | Беспартийный                   | с 14 мая 2024                  |
| Министр спорта |                                | Михаил Дегтярёв                |                                | ЛДПР                           | с 14 мая 2024                  |
| Министр природных ресурсов и экологии |                                | Александр Козлов               |                                | Единая Россия                  | с 10 ноября 2020               |
| Министр внутренних дел |                                | Владимир Колокольцев           |                                | Беспартийный                   | с 21 мая 2012                  |
| Министр труда и социальной защиты |                                | Антон Котяков                  |                                | Беспартийный                   | с 21 января 2020               |
| Министр просвещения |                                | Сергей Кравцов                 |                                | Единая Россия                  | с 21 января 2020               |
| Министр по делам гражданской обороны, чрезвычайным ситуациям и ликвидации последствий стихийных бедствий |                                | Александр Куренков             |                                | Беспартийный                   | с 22 мая 2022                  |
| Министр иностранных дел |                                | Сергей Лавров                  |                                | Беспартийный                   | с 9 марта 2004                 |
| Министр сельского хозяйства |                                | Оксана Лут                     |                                | Беспартийная                   | с 14 мая 2024                  |
| Министр культуры |                                | Ольга Любимова                 |                                | Беспартийная                   | с 21 января 2020               |
| Министр здравоохранения |                                | Михаил Мурашко                 |                                | Беспартийный                   | с 21 января 2020               |
| Министр экономического развития |                                | Максим Решетников              |                                | Единая Россия                  | с 21 января 2020               |
| Министр финансов |                                | Антон Силуанов                 |                                | Единая Россия                  | с 16 декабря 2011              |
| Министр транспорта |                                | Андрей Никитин                 |                                | Единая Россия                  | с 8 июля 2025                  |
| Министр строительства и жилищно-коммунального хозяйства |                                | Ирек Файзуллин                 |                                | Беспартийный                   | с 10 ноября 2020               |
| Министр науки и высшего образования |                                | Валерий Фальков                |                                | Единая Россия                  | с 21 января 2020               |
| Министр энергетики |                                | Сергей Цивилёв                 |                                | Единая Россия                  | с 14 мая 2024                  |
| Министр по развитию Дальнего Востока и Арктики |                                | Алексей Чекунков               |                                | Беспартийный                   | с 10 ноября 2020               |
| Министр юстиции |                                | Константин Чуйченко            |                                | Беспартийный                   | с 21 января 2020               |
| Министр цифрового развития, связи и массовых коммуникаций |                                | Максут Шадаев                  |                                | Беспартийный                   | с 21 января 2020               |

## Федеральные органы исполнительной власти, находящиеся в ведении Правительства Российской Федерации
| Федеральные службы/агентства                                                                   | Краткое наименование         | Вышестоящее ведомство, которому подчиняется служба/агентство                        | Руководитель                      |
| ---------------------------------------------------------------------------------------------- | ---------------------------- | ----------------------------------------------------------------------------------- | --------------------------------- |
| Федеральная служба по надзору в сфере здравоохранения                                          | Росздравнадзор               | Министерство здравоохранения Российской Федерации                                   | Алла Владимировна Самойлова       |
| Федеральная служба по гидрометеорологии и мониторингу окружающей среды                         | Росгидромет                  | Министерство природных ресурсов и экологии Российской Федерации                     | Игорь Анатольевич Шумаков         |
| Федеральная служба по надзору в сфере природопользования                                       | Росприроднадзор              | Министерство природных ресурсов и экологии Российской Федерации                     | Светлана Геннадьевна Радионова    |
| Федеральное агентство водных ресурсов                                                          | Росводресурсы                | Министерство природных ресурсов и экологии Российской Федерации                     | Дмитрий Михайлович Кириллов       |
| Федеральное агентство лесного хозяйства                                                        | Рослесхоз                    | Министерство природных ресурсов и экологии Российской Федерации                     | Иван Васильевич Советников        |
| Федеральное агентство по недропользованию                                                      | Роснедра                     | Министерство природных ресурсов и экологии Российской Федерации                     | Олег Владимирович Казанов         |
| Федеральное агентство по техническому регулированию и метрологии                               | Росстандарт                  | Министерство промышленности и торговли Российской Федерации                         | Антон Павлович Шалаев             |
| Федеральная служба по ветеринарному и фитосанитарному надзору                                  | Россельхознадзор             | Министерство сельского хозяйства Российской Федерации                               | Сергей Алексеевич Данкверт        |
| Федеральное агентство по рыболовству                                                           | Росрыболовство               | Министерство сельского хозяйства Российской Федерации                               | Илья Васильевич Шестаков          |
| Федеральная служба по надзору в сфере транспорта                                               | Ространснадзор               | Министерство транспорта Российской Федерации                                        | Виктор Федорович Басаргин         |
| Федеральное агентство воздушного транспорта                                                    | Росавиация                   | Министерство транспорта Российской Федерации                                        | Дмитрий Викторович Ядров          |
| Федеральное дорожное агентство                                                                 | Росавтодор                   | Министерство транспорта Российской Федерации                                        | Роман Витальевич Новиков          |
| Федеральное агентство железнодорожного транспорта                                              | Росжелдор                    | Министерство транспорта Российской Федерации                                        | Александр Геннадьевич Сахаров     |
| Федеральное агентство морского и речного транспорта                                            | Росморречфлот                | Министерство транспорта Российской Федерации                                        | Андрей Владимирович Тарасенко     |
| Федеральная служба по труду и занятости                                                        | Роструд                      | Министерство труда и социальной защиты Российской Федерации                         | Михаил Юрьевич Иванков            |
| Федеральная налоговая служба                                                                   | ФНС России                   | Министерство финансов Российской Федерации                                          | Даниил Вячеславович Егоров        |
| Федеральная пробирная палата                                                                   | Федеральная пробирная палата | Министерство финансов Российской Федерации                                          | Юрий Иванович Зубарев             |
| Федеральная служба по контролю за алкогольным и табачным рынками                               | Росалкогольтабакконтроль     | Министерство финансов Российской Федерации                                          | Игорь Олегович Алёшин             |
| Федеральная таможенная служба                                                                  | ФТС России                   | Министерство финансов Российской Федерации                                          | Валерий Иванович Пикалёв          |
| Федеральное казначейство                                                                       | Казначейство России          | Министерство финансов Российской Федерации                                          | Роман Евгеньевич Артюхин          |
| Федеральное агентство по управлению государственным имуществом                                 | Росимущество                 | Министерство финансов Российской Федерации                                          | Вадим Владимирович Яковенко       |
| Федеральная служба по надзору в сфере связи, информационных технологий и массовых коммуникаций | Роскомнадзор                 | Министерство цифрового развития, связи и массовых коммуникаций Российской Федерации | Андрей Юрьевич Липов              |
| Федеральная служба по аккредитации                                                             | Росаккредитация              | Министерство экономического развития Российской Федерации                           | Назарий Викторович Скрыпник       |
| Федеральная служба государственной статистики                                                  | Росстат                      | Министерство экономического развития Российской Федерации                           | Сергей Сергеевич Галкин           |
| Федеральная служба по интеллектуальной собственности                                           | Роспатент                    | Министерство экономического развития Российской Федерации                           | Юрий Сергеевич Зубов              |
| Федеральная антимонопольная служба                                                             | ФАС России                   | Правительство Российской Федерации                                                  | Максим Алексеевич Шаскольский     |
| Федеральная служба государственной регистрации, кадастра и картографии                         | Росреестр                    | Правительство Российской Федерации                                                  | Олег Александрович Скуфинский     |
| Федеральная служба по надзору в сфере защиты прав потребителей и благополучия человека         | Роспотребнадзор              | Правительство Российской Федерации                                                  | Анна Юрьевна Попова               |
| Федеральная служба по надзору в сфере образования и науки                                      | Рособрнадзор                 | Правительство Российской Федерации                                                  | Анзор Ахмедович Музаев            |
| Федеральная служба по экологическому, технологическому и атомному надзору                      | Ростехнадзор                 | Правительство Российской Федерации                                                  | Александр Вячеславович Трембицкий |
| Федеральное агентство по государственным резервам                                              | Росрезерв                    | Правительство Российской Федерации                                                  | Дмитрий Юрьевич Гогин             |
| Федеральное агентство по делам молодёжи                                                        | Росмолодёжь                  | Правительство Российской Федерации                                                  | Григорий Александрович Гуров      |
| Федеральное агентство по делам национальностей                                                 | ФАДН России                  | Правительство Российской Федерации                                                  | Игорь Вячеславович Баринов        |

## Координационные и совещательные органы правительства
- Правительственная комиссия по контролю за осуществлением иностранных инвестиций в Российской Федерации
- Правительственная комиссия по бюджетным корректировкам на очередной финансовый год и плановый период
- Правительственный совет по развитию отечественной кинематографии
- Правительственная комиссия по вопросам охраны здоровья граждан
- Правительственная комиссия по вопросам социально-экономического развития Северо-Кавказского федерального округа
- Правительственная комиссия по координации деятельности открытого правительства
- Государственная комиссия по вопросам социально-экономического развития Дальнего Востока, Республики Бурятия, Забайкальского края и Иркутской области
- Правительственная комиссия по обеспечению безопасности дорожного движения
- Правительственная комиссия по экономическому развитию и интеграции
- Правительственная комиссия по вопросам конкуренции и развития малого и среднего предпринимательства
- Правительственная комиссия по развитию жилищного строительства
- Правительственная комиссия по миграционной политике
- Правительственная комиссия по территориальному планированию в Российской Федерации
- Правительственная комиссия по инвестиционным проектам, имеющим общегосударственное, региональное и межрегиональное значение
- Государственная пограничная комиссия
- Морская коллегия при Правительстве Российской Федерации
- Авиационная коллегия при Правительстве Российской Федерации
- Комиссия по экспортному контролю Российской Федерации
- Правительственная комиссия по обеспечению реализации мер по предупреждению банкротства стратегических предприятий и организаций, а также организаций оборонно-промышленного комплекса
- Комиссия по вопросам религиозных объединений при Правительстве Российской Федерации
- Комиссия Правительства Российской Федерации по законопроектной деятельности
- Аттестационная комиссия Правительства Российской Федерации
- Комиссия по организации подготовки управленческих кадров для организации народного хозяйства Российской Федерации
- Правительственная комиссия по развитию телерадиовещания
- Правительственная комиссия по проведению административной реформы
- Правительственная комиссия по внедрению информационных технологий в деятельность государственных органов и органов местного самоуправления
- Комиссия Правительства Российской Федерации по вопросам агропромышленного и рыбохозяйственного комплексов
- Правительственная комиссия по мониторингу и оперативному реагированию на изменение конъюнктуры продовольственных рынков
- Правительственная комиссия по обеспечению российского присутствия на архипелаге Шпицберген
- Правительственная комиссия по транспорту
- Правительственная комиссия по связи
- Правительственная комиссия по недопущению негативных последствий техногенной аварии, вызванной затоплением рудника Верхнекамского месторождения калийно-магниевых солей в г. Березники (Пермский край)
- Правительственная комиссия по вопросам топливно-энергетического комплекса, воспроизводства минерально-сырьевой базы и повышения энергетической эффективности экономики
- Правительственная комиссия по вопросам развития электроэнергетики
- Правительственная комиссия по вопросам социально-экономического развития Республики Крым и г. Севастополя (с 15 июля 2015 года)
- Совет по развитию лесного комплекса при Правительстве Российской Федерации
- Совет при Правительстве Российской Федерации по вопросам попечительства в социальной сфере
- Российская трёхсторонняя комиссия по регулированию социально-трудовых отношений
- Правительственная комиссия по делам несовершеннолетних и защите их прав
- Комиссия Российской Федерации по делам ЮНЕСКО
- Правительственная комиссия по делам соотечественников за рубежом
- Комиссия по вопросам международной гуманитарной и технической помощи при Правительстве Российской Федерации
- Совет по грантам Правительства Российской Федерации для государственной поддержки научных исследований, проводимых под руководством ведущих учёных в российских образовательных учреждениях высшего профессионального образования, научных учреждениях государственной академии наук и государственных научных центрах Российской Федерации
- Государственная комиссия по радиочастотам
- Правительственная комиссия по вопросам биологической и химической безопасности Российской Федерации
- Правительственная комиссия по профилактике правонарушений
- Правительственная комиссия по обеспечению безопасности электроснабжения (федеральный штаб)
- Правительственная комиссия по предупреждению и ликвидации чрезвычайных ситуаций и обеспечению пожарной безопасности
- Правительственная комиссия по разработке и реализации антинаркотических программ, обеспечивающих интересы Российской Федерации в Центральной Азии

## Организации при правительстве
- Аналитический центр при Правительстве Российской Федерации
- Институт законодательства и сравнительного правоведения при Правительстве Российской Федерации
- Информационное телеграфное агентство России (ФГУП)
- Московский государственный университет имени М. В. Ломоносова
- Национальный исследовательский университет «Высшая школа экономики»
- Национальный исследовательский центр «Курчатовский институт»
- Российская академия живописи, ваяния и зодчества Ильи Глазунова
- Санкт-Петербургский государственный университет
- Финансовый университет при Правительстве Российской Федерации
- Российская академия народного хозяйства и государственной службы при Президенте Российской Федерации
- Национальный исследовательский центр «Институт имени Н.Е.Жуковского»
- Исследовательский центр частного права имени С.С.Алексеева при Президенте Российской Федерации
- Международный детский центр «Артек»
- Всероссийский детский центр «Орлёнок»
- Всероссийский детский центр «Смена»
- Всероссийский детский центр «Океан»

Официальным печатным органом правительства России является «Российская газета». 28 декабря 1999 года открылся официальный сервер правительства Российской Федерации по адресу www.правительство.рф (или www.government.gov.ru).

## Государственные внебюджетные фонды
Правительство России от имени Российской Федерации осуществляет функции и полномочия собственника (учредителя) двух внебюджетных фондов:
- Федеральный фонд обязательного медицинского страхования
- Фонд пенсионного и социального страхования Российской Федерации[15]

## Премии Правительства
Правительство России имеет ряд своих премий.
- Национальная промышленная премия «Индустрия»
- Премия в области качества
- Всероссийская премия в области международной кооперации и экспорта «Экспортёр года»
- Всероссийский конкурс «Лучшая муниципальная практика»
- Всероссийский конкурс лучших проектов создания комфортной городской среды в малых городах и исторических поселениях
- Премия в области науки и техники
- Премия в области науки и техники для молодых учёных
- Премия в области космической деятельности
- Премия в области образования
- Премия в области культуры
- Премия в области туризма
- Премия в области средств массовой информации
- Премия имени Петра Великого
- Премия в области транспортной науки и техники имени В.Н. Образцова[17]

## История
| Номер | Правительство                     | Срок полномочий                  | Партии в правительстве | Выбор главы правительства                                 |
| ----- | --------------------------------- | -------------------------------- | ---------------------- | --------------------------------------------------------- |
| 1     | Первое правительство Силаева      | 18 июня 1990 — 10 июля 1991      | КПСС                   | назначен Верховным Советом РСФСР                          |
| 2     | Второе правительство Силаева      | 13 июля 1991 — 15 ноября 1991    | КПСС                   | назначен президентом РСФСР Борисом Ельциным               |
| 3     | Правительство Ельцина — Гайдара   | 6 ноября 1991 — 23 декабря 1992  |                        | президент РСФСР Борис Ельцин сам возглавлял правительство |
| 4     | Первое правительство Черномырдина | 14 декабря 1992 — 9 августа 1996 | Наш дом — Россия       | назначен президентом России Борисом Ельциным              |
| 5     | Второе правительство Черномырдина | 10 августа 1996 — 23 марта 1998  | Наш дом — Россия       | назначен президентом России Борисом Ельциным              |
| 6     | Правительство Кириенко            | 24 апреля 1998 — 23 августа 1998 | Наш дом — Россия       | назначен президентом России Борисом Ельциным              |
| 7     | Правительство Примакова           | 11 сентября 1998 — 12 мая 1999   | Наш дом — Россия, КПРФ | назначен президентом России Борисом Ельциным              |
| 8     | Правительство Степашина           | 19 мая 1999 — 9 августа 1999     | Наш дом — Россия       | назначен президентом России Борисом Ельциным              |
| 9     | Первое правительство Путина       | 16 августа 1999 — 7 мая 2000     | Наш дом — Россия       | назначен президентом России Борисом Ельциным              |
| 10    | Правительство Касьянова           | 17 мая 2000 — 24 февраля 2004    |                        | назначен президентом России Владимиром Путиным            |
| 11    | Первое правительство Фрадкова     | 5 марта 2004 — 7 мая 2004        |                        | назначен президентом России Владимиром Путиным            |
| 12    | Второе правительство Фрадкова     | 12 мая 2004 — 12 сентября 2007   |                        | назначен президентом России Владимиром Путиным            |
| 13    | Правительство Зубкова             | 14 сентября 2007 — 7 мая 2008    |                        | назначен президентом России Владимиром Путиным            |
| 14    | Второе правительство Путина       | 8 мая 2008 — 7 мая 2012          | Единая Россия          | назначен президентом России Дмитрием Медведевым           |
| 15    | Первое правительство Медведева    | 8 мая 2012 — 7 мая 2018          | Единая Россия          | назначен президентом России Владимиром Путиным            |
| 16    | Второе правительство Медведева    | 8 мая 2018 — 15 января 2020      |                        | назначен президентом России Владимиром Путиным            |
| 17    | Первое правительство Мишустина    | 16 января 2020 — 14 мая 2024     | Единая Россия          | назначен президентом России Владимиром Путиным            |
| 18    | Второе правительство Мишустина    | 14 мая 2024 — н. в.              | Единая Россия, ЛДПР    | назначен президентом России Владимиром Путиным            |